# Sant’Anastasia (Verona)

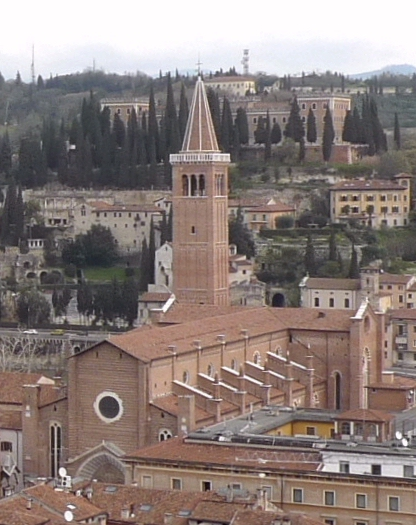
Sant’Anastasia von außen

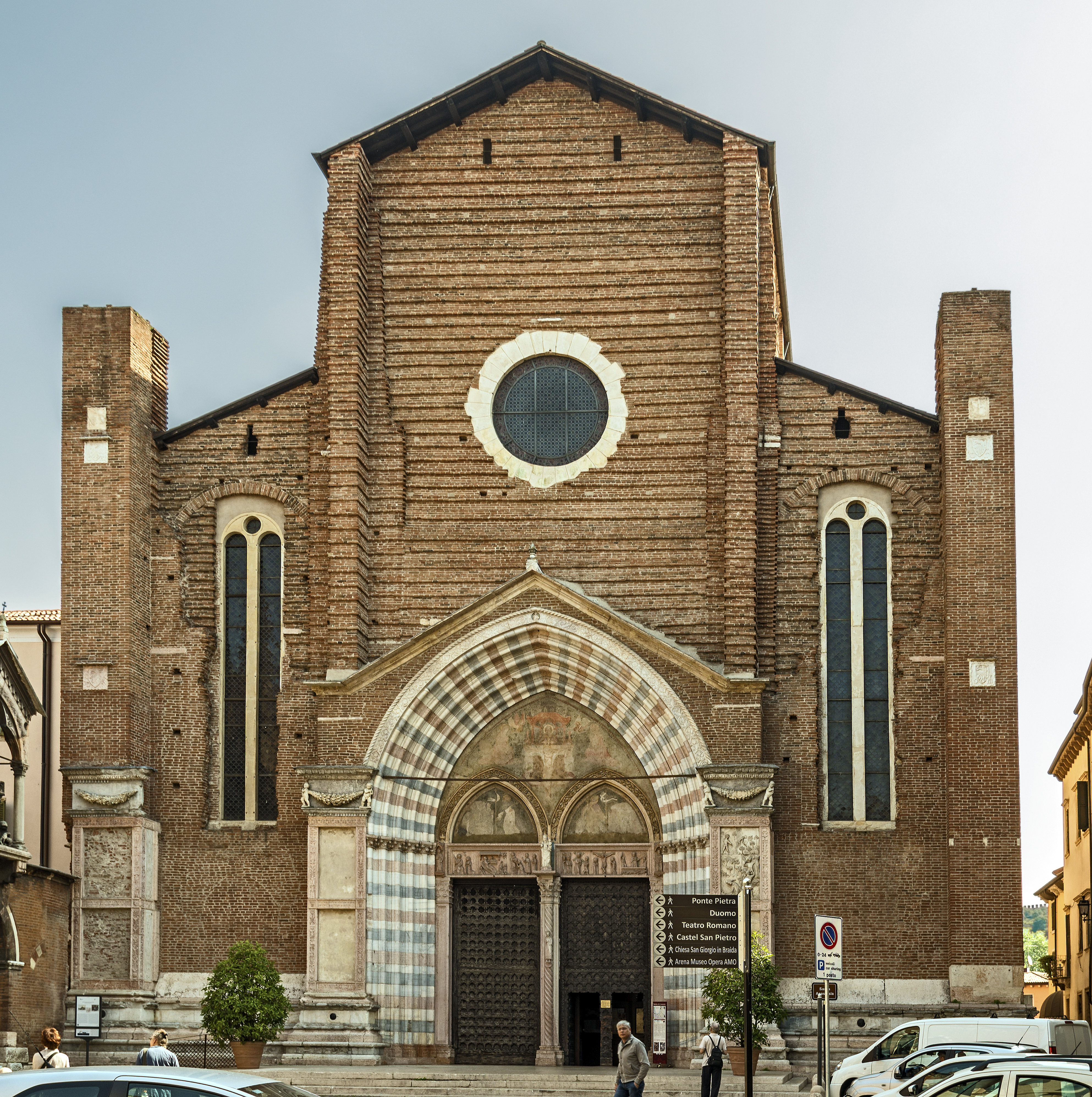
Fassade

San Pietro da Verona in Sant’Anastasia, allgemein bekannt als Sant’Anastasia oder Santa Anastasia, ist eine gotische Backsteinbasilika und zugleich das größte kirchliche Bauwerk in der oberitalienischen Stadt Verona.

## Geschichte
Der ostgotische König Theoderich ließ an dieser Stelle, wo in der Römerzeit die Via Postumia endete, zwei kleine Kirchen errichten, die den Heiligen Anastasia und Remigius geweiht waren. 1261 wurden sie Dominikanern übergeben, die 1290 beschlossen, dort eine Kirche zu errichten, die einem ihrer eigenen Märtyrer, Petrus von Verona, geweiht war. In der Bevölkerung wurde jedoch der Name Sant’Anastasia weiter verwendet.
Bis 1323 waren die Chorkapellen, das Querhaus und das erste Langhausjoch fertig gewölbt. Danach ging es nur verzögert weiter. Um 1335 war das Portal in Arbeit, um die Mitte des 15. Jahrhunderts wird der Campanile errichtet, 1481 das Langhaus fertiggestellt. 1878 bis 1881 und 1945 bis 1947 wurde die Kirche umfangreich restauriert.

## Außenbau
Im Vergleich etwa zur norddeutschen Backsteingotik fällt hier die flächige Geschlossenheit der Außenhaut auf. An der Fassade ist das mit der nicht ausgeführten Verkleidung zu erklären. Nur das Portal selbst und unteren Zonen der Strebepfeiler sind mit Marmor bedeckt. Das doppeltorige Portal nimmt die ganze Breite des Mittelschiffs ein. Die Schichtung verschiedenfarbigen Marmors in den Gewändestufen setzt sich in den Archivolten fort. Der Türsturz ist mit Reliefdarstellungen aus dem Neuen Testament versehen. Die drei Felder des Tympanons enthalten verblasste Fresken der Hl. Dreifaltigkeit, des Hl. Dominikus und der Bürger von Verona. Die Reliefs auf den seitlichen Strebepfeilern geben Predigt und Martyrium des Dominikanerheiligen Petrus Martyr wieder.

## Inneres
Rundpfeiler teilen das Langhaus in drei Schiffe. An das ausgedehnte Querhaus sind im Osten Chorkapellen angeschlossen, die im Gegensatz zur Tradition deutscher Bettelordenskirchen nicht gerade, sondern polygonal geschlossen sind, ein Grundrisstyp, den die Zisterzienser aus Frankreich nach Italien vermittelt hatten. Die für Verona typische Farbigkeit mit der Schichtung von warmen rot-gelb-Tönen kontrastiert mit der starkfarbigen Gewölbemalerei des 19. Jahrhunderts.

## Ausstattung
An den ersten Langhauspfeilern stehen zwei Weihwasserbecken, die von buckligen Zwergen gestützt werden; das rechte ist 1591 datiert, das linke wird dem Bildhauer Gabriele Caliari, dem Vater von Paolo Veronese zugeschrieben.

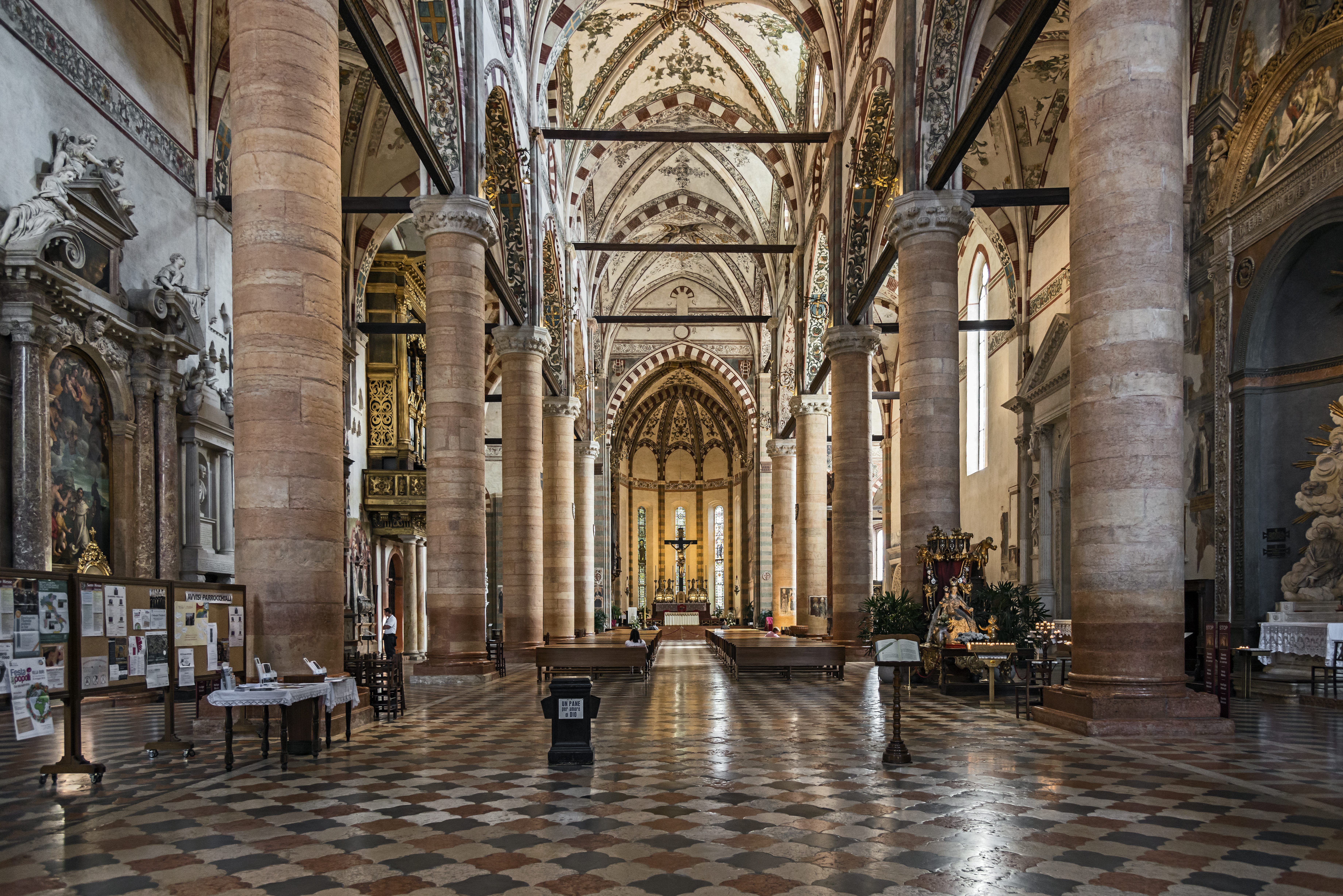
Innenraum von Sant’Anastasia
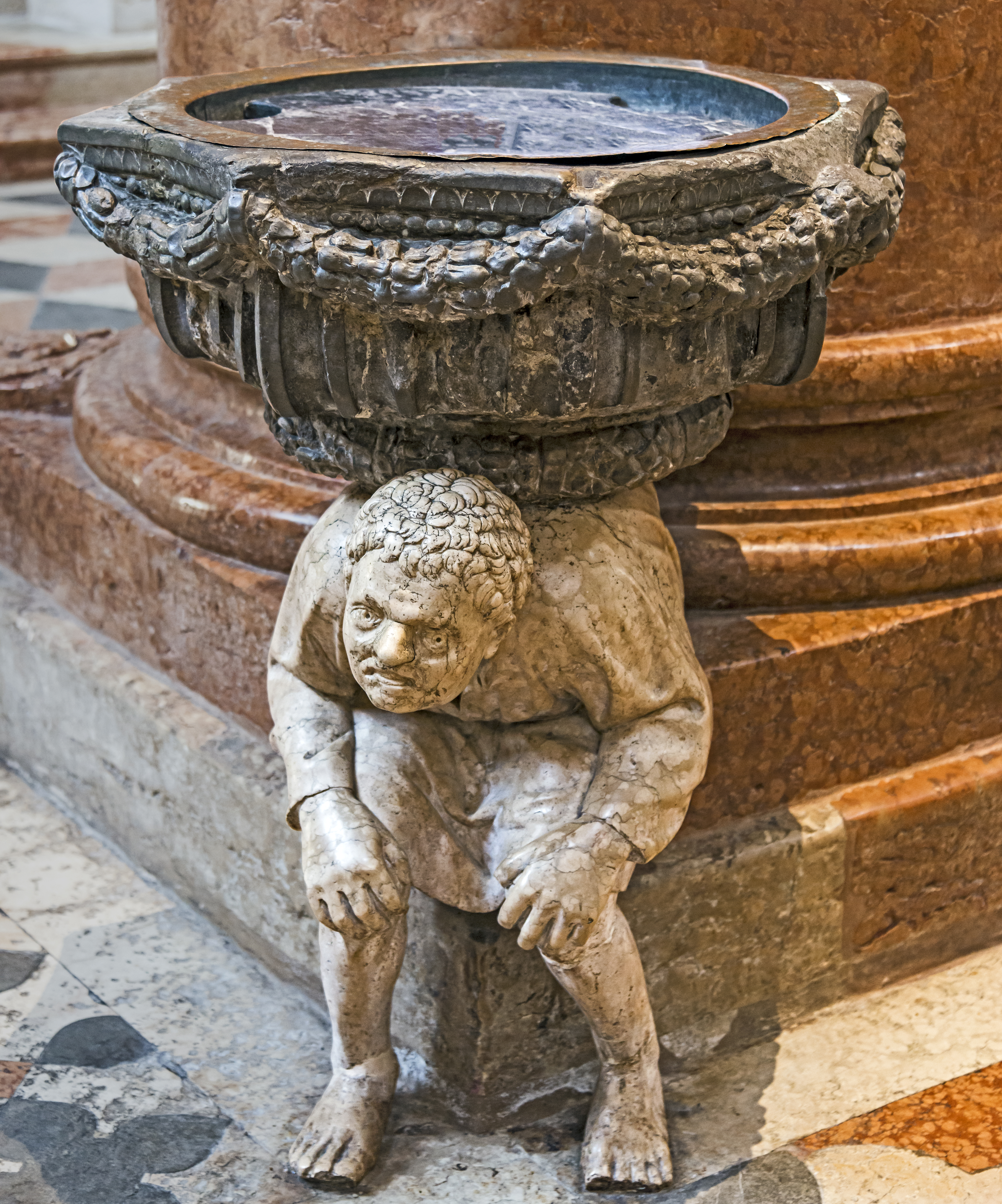
Weihwasserbecken
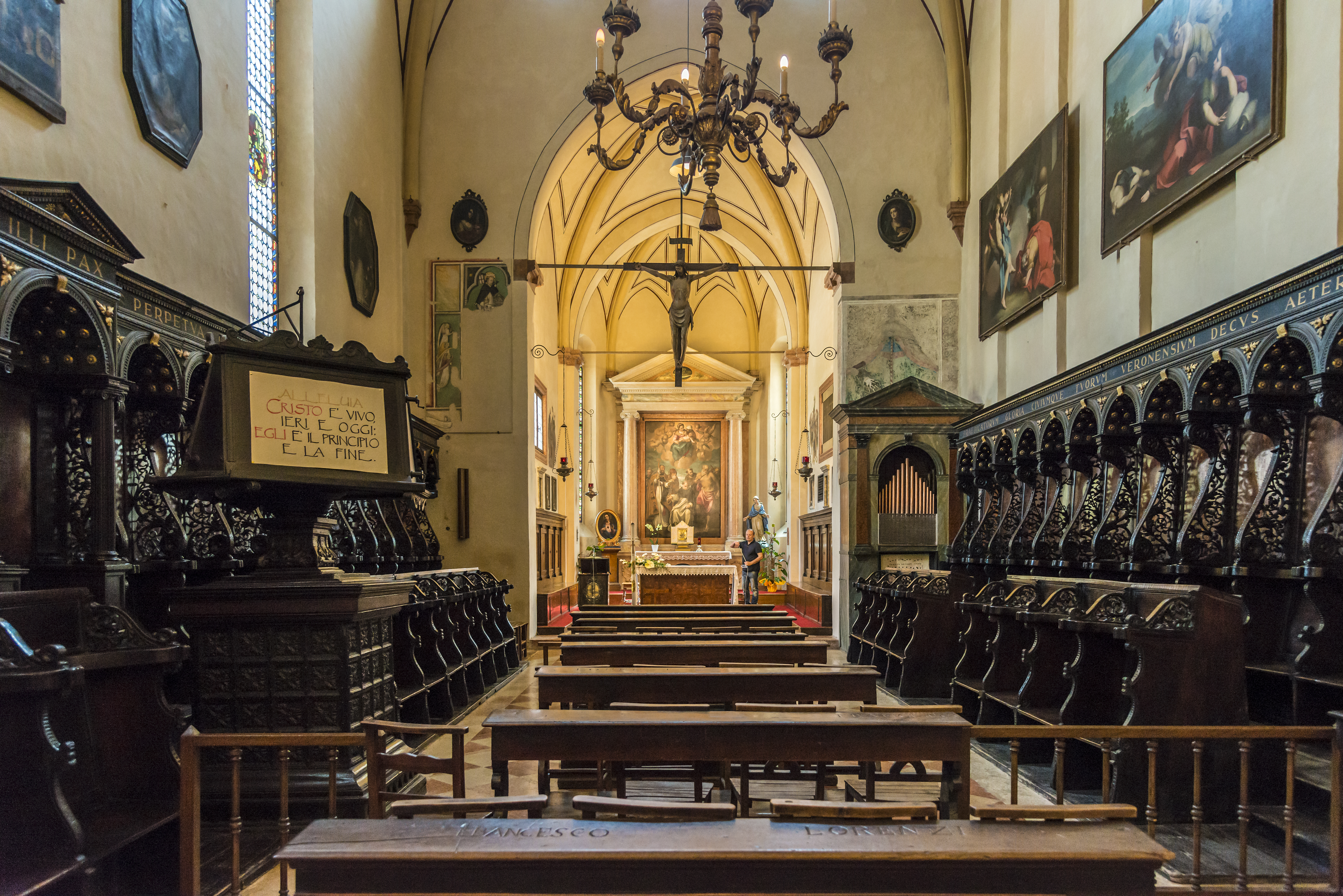
Giustikapelle

### Rechtes, südliches Seitenschiff
Altar und Grablege in der ersten Seitenkapelle rechts wurden für den venezianischen Condottiere Diano Fregoso († 1525) errichtet. Der Arco dei Gavi in Verona gab wohl das Vorbild für den Aufbau ab. Danese Cattaneo, ein Schüler von Jacopo Sansovino schuf das triumphbogenartige Grabmal mit der Figur des Erlösers laut Inschrift 1565. Der folgende Seitenaltar in einer von Pietro da Porlezza fein dekorierten Nische aus dem späten 15. Jahrhundert ist dem Dominikanerheiligen Vinzenz Ferrer gewidmet (Altargemälde aus dem 18. Jahrhundert).
In der 1490 errichteten dritten Seitenkapelle steht heute eine Immaculata des Bildhauers Orazio Marinali (1643–1720) aus Vicenza. Die Architektur des 4. Altars ist von 1541.
Der vierte Altar zeigt den Hl. Martin von Giovanni Francesco Caroto (1480–1546). Das Mazzoleni-Altarbild in der letzten Kapelle rechts besteht aus einem rundbogig geschlossenen Rahmen mit den Darstellungen der Heiligen Maria Magdalena, Katharina und Toscana von Liberale da Verona. Ein spätgotisches Portal in der Stirnwand des Nordquerhauses führt in die 1453 gestiftete Sakristei.

### Linkes, nördliches Seitenschiff
Das Retabel in der ersten linken Seitenkapelle enthält Figuren der Hll. Sebastian und Rochus zu Seiten des Hl. Petrus von Verona.
Besonders aufwändig gestaltet ist im nächsten Joch der Altar der Familie Manischalchi. Der Veroneser Niccolò Giolfino malte 1518 das Mittelbild Pfingstwunder, das flankiert wird von Nischenfiguren des späten 15. Jahrhunderts.
Nach der frühbarocken Orgelempore im dritten Joch (vom Eingang gezählt) öffnet sich der Zugang zur Cappella del Rosario mit ihrer barocken Ausstattung. Nur das Altarbild besteht aus einem auf Leinwand übertragenen Fresko des 14. Jahrhunderts, es stellt die Muttergottes dar, der die Hll. Dominikus und Petrus von Verona die knienden Stifter aus der Familie der della Scala empfehlen.
In der Nordwand des Querhauses führt ein spätgotisches Portal in die kapellenartige Sakristei von 1453 mit den etwa zeitgleichen Glasgemälden, einem Gestühl von 1493 und Gemälden des 17. Jahrhunderts.

### Chor- und Querhauskapellen
Die im 20. Jahrhundert umgebaute Hauptchorkapelle beherbergt an der Wand links das Grabdenkmal des Condottiere Cortesia Serego, eines Heerführers des letzten Della Scala, 1424–1429. Der Bildhauer dieses Reiterdenkmals war Nanni di Bartolo, ein Schüler Donatellos. Gegenüber ein Fresko des Jüngsten Gerichts aus der zweiten Hälfte des 14. Jahrhunderts. Die nächste Kapelle rechts ist die der Familie Pellegrini, sie ist (anstatt mit Fresken) mit einem Bildzyklus zum Leben Jesu aus großformatigen Terrakotta-Reliefs ausgekleidet; es ist das Hauptwerk Michele da Firenzes, einem Schüler Lorenzo Ghibertis,  gefertigt 1435. Die Kapelle der Familie Cavalli, rechts außen, enthält an der rechten Seitenwand das Spätwerk des veroneser Malers Altichiero da Zevio: Der thronenden Madonna werden drei kniende Ritter der Familie Cavalli von ihren Hl. Patronen Martin, Georg und Jacobus empfohlen. Das Fresko muss vor der Errichtung des Grabmals für Federico Cavalli 1390, vielleicht schon 1375 entstanden sein.

#### Pisanellos „Aufbruch des hl. Georg zum Kampf mit dem Drachen“

Pisanello, Aufbruch des Hl. Georg, 1438

Hoch über dem Eingangsbogen dieser Chorkapelle befindet sich eine Wandmalerei, die von Antonio Pisanello von 1433 bis 1438 gemalt wurde und den „Aufbruch des Hl. Georg zum Kampf mit dem Drachen“ darstellt. Dieses Fresko gilt als der Höhepunkt und Endpunkt der höfischen Gotik in Oberitalien, bevor die Renaissance die malerischen Ideale veränderte. Hier wird von Pisanello noch „das Edel-Verhaltene der Personen [betont], die Pracht von Rüstung und Gewändern, die geheimnisvoll-fantastischen“ Geschlechtertürme der gotischen Stadt, die hinter dem Hügel aufragen, „das realistische Detail des Galgens mit seinen Gehenkten über der vornehmen Ratsversammlung – eine idealisierte Zusammenschau von Macht und Herrlichkeit der Welt des gerade untergehenden Mittelalters.“
Dargestellt ist, wie Georg im Begriff ist auf sein Pferd zu steigen, um den Drachen zu bezwingen und die Prinzessin von Trapezunt zu retten, die hier als zweite zentrale Figur ganz im Vordergrund steht. 
Typisch für die höfische Gotik ist, dass nicht der – bereits unzählige Male gestaltete – Augenblick des Kampfes und des Sieges festgehalten ist, sondern der stille Augenblick des Abschieds von der Prinzessin. Interessant ist das Motiv des Pferderückens zwischen den beiden Personen und dem Kopf mit den beiden Ohren darüber: hier haben wir schon in einer eigentlich noch gotischen Malerei eine starke perspektivische Verkürzung und eine Schaffung von Raumtiefe, durchgeführt an einem der Lieblingsmotive der Frührenaissance, dem Pferd.
Eine Videopräsentation in der Kirche bringt den Besuchern die Details der mit bloßem Auge kaum zu erkennenden Details nahe.